# Simone Boisecq

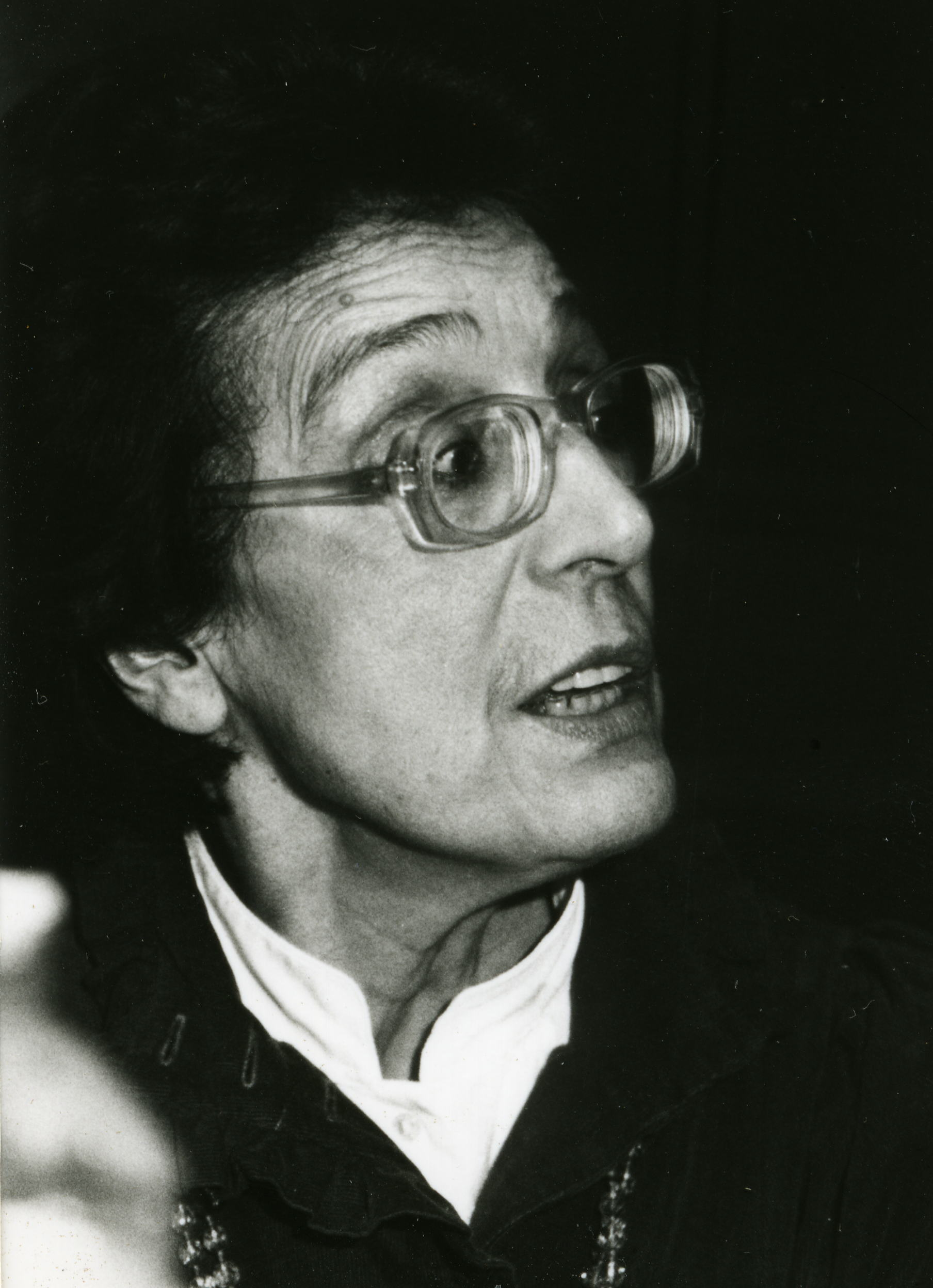
Simone Boisecq, um 1995

Simone Boisecq (* 7. April 1922 in Algier, Algerien; † 6. August 2012 in Auray, Bretagne) war eine französische Bildhauerin.

## Leben

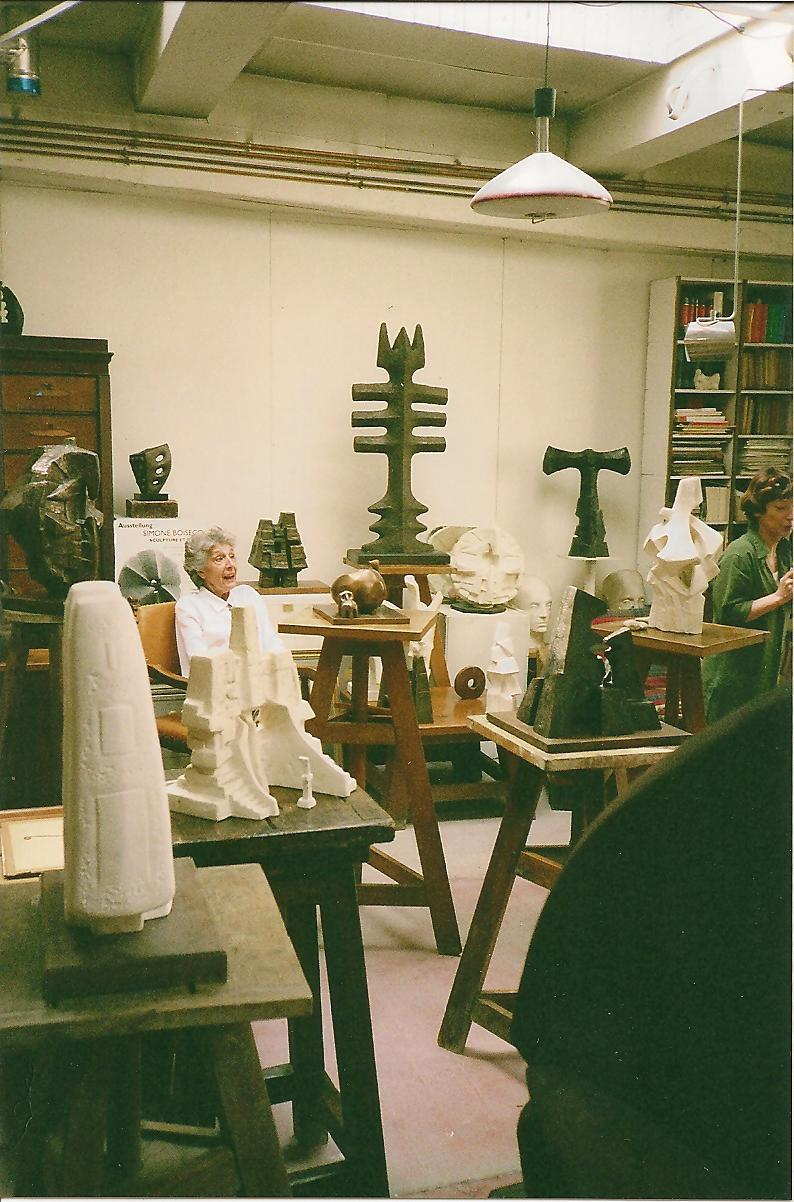
Simone Boisecq in ihrem Pariser Atelier, um 1998

Simone Boisecq wuchs als Tochter des Bretonischen Dichters und Kunstliebhabers Emile Boisecq, der sich 1920 in Algier niedergelassen hatte, und einer Pianistin aus Smyrna auf. 1937 belegte sie an der École des beaux-arts d’Alger Kurse in Bildhauerei, studierte ab 1941 Philosophie und Ästhetik an der Université d’Alger und arbeitete ab 1943 als Redakteurin bei der Agence France-Presse. 1945 wurde sie nach Paris versetzt. Im darauf folgenden Jahr belegte sie Kunstkurse an der Sorbonne und lernte den Bildhauer Karl-Jean Longuet (1904–1981), einen Ur-Enkel von Karl Marx, kennen. Sie verließ die Zeitung und arbeitete in seinem Atelier an Keramiken. 1949 heirateten sie. Ihre ältere Tochter heißt Frédérique Aline Jenny, die jüngere Anne Laura.
Boisecq lernte Picasso, Constantin Brâncuși und Ossip Zadkine kennen. Mitte der 1950er Jahre gab sie die Keramik nach und nach zugunsten des Materials Bronze auf. 1952 hatte sie ihre erste Einzelausstellung, 1954 folgte eine Gruppenausstellung mit Étienne Martin, Émile Gilioli, Alicia Penalba und François Stahly. Zwischen 1956 und 1986 realisierte sie etwa zehn monumentale Skulpturen, insbesondere für die École nationale d’administration.
Ihr Grab befindet sich in der Familiengruft nahe der Mur des Fédérés auf dem Friedhof Père-Lachaise.

## Werke (Auszug)
- 1954: L'HOMME CACTUS
- 1956: Der Faun, Bronze[2]
- 1982: Stèle sans âge III für die École nationale d’administration